# Södermanlands lagsaga
Södermanlands lagsaga var en lagsaga som omfattade Södermanland, och även mindre delar som kom att tillhöra Västmanland, och dessas härader.  Lagsagans historia kan följas från 1280-talet och den ursprungliga lagen som användes var Södermannalagen. Under 1500-talet överfördes Ekerö till Upplands lagsaga.  Från 1569 ingick huvuddelan av Västerrekarne härad i  Västmanlands och Dalarnas lagsaga för att 1609 eller 1622 återgå, dock kom då, 1622, Säterbo och Torpa socknar att kvarstå i Åkerbo härad och Västmanland. Mellan 1616 och 1689 ingick Sotholms och Svartlösa härad i Upplands lagsaga.
1718–1719 var lagsagan uppdelad i två: Strängnäs läns lagsaga och Nyköpings läns lagsaga. 1828 uppgick Gotlands lagsaga i denna lagsaga och 1832 även den del av Stockholms län som ingått i Upplands lagsaga. Lagsagan fick därefter namnet Stockholms läns, Södermanlands och Gotlands lagsaga. Lagsagan avskaffades samtidigt med övriga lagsagor 31 december 1849.

## Lagmän
- Björn Näf 1285–1286
- Anund Haraldsson (vingad lilja) slutet av 1200-talet. [1]
- Johan Ingevaldsson (Örnsparre) 1295–1304
- Filip Ingevaldsson (Örnsparre) 1305–1306
- Stefan Röriksson (Stefansönernas ätt) 1315–1317
- Lars Ulfsson (Ama) 1319–1350
- Gustaf Arvidsson (Sparre av Vik) 1355–1366
- Magnus Finvidsson (Leopard) 1367–1378
- Knut Karlsson (Sparre av Tofta) 1380–1386
- Erengisle Nilsson den äldre 1390–1406
- Nils Erengislesson 1409–1440
- Mats Ödgislesson (Lillie) 1440–1442
- Johan Karlsson (Färla) 1443–1457
- Åke Jönsson (Svarte skåning) 1458–1494
- Peder Ragvaldsson (Fargalt) 1495–1499
- Bengt Ryning –1505
- Johan Arendsson (Ulv) 1510–1523
- Knut Andersson (Lillie) 1526–1546
- Hans Claesson (Bielkenstierna) 1553,1560
- Gabriel Kristiernsson Oxenstierna 1569–1585
- Krister Gabrielsson Oxenstierna 1590–1592
- Carl Sture (Natt och Dag) 1595–1598
- Axel Ryning 1600–1620
- Svante Stenbock 1620–1632
- Clas Larsson Fleming 1632–1634
- Erik Ryning 1634–1654
- Schering Rosenhane 1654–1663
- Gustav Banér 1663–1682 (uppehöll inte tjänsten själv)
- Gabriel Lillieflycht 1682–1683
- Håkan Fägerstierna 1683–1684
- Herman Fleming 1684–1718
- Thomas Fehman 1719–1723
- Johan Cederbielke 1723–1728
- Carl Wattrang 1728–1749
- Carl Carleson 1750–1758
- Göran Gyllenstierna af Björksund och Helgö 1759–1762
- Bengt Georg Berghman 1762–1764
- Carl Magnus Adlermarck 1765–1775
- Carl Johan Gyllenborg 1776–1789
- Herman af Låstbom 1789–1792
- Aron Isak Silfversparre 1792–1831

Stockholms läns, Södermanlands och Gotlands lagsaga
- Aron Isak Silfversparre 1832–1837
- Christian Sundin 1838–1849